# Alice nel paese delle pornomeraviglie (film 1976)
Alice nel paese delle pornomeraviglie (Alice in Wonderland: an X-Rated Musical Comedy) è un film musicale pornografico statunitense del 1976 diretto da Bud Townsend, liberamente ispirato al romanzo di Lewis Carroll Le avventure di Alice nel Paese delle Meraviglie.

## Trama
La giovane bibliotecaria Alice rifiuta le insistenti avanches di William. Sconvolta, scappa via e si addormenta mentre legge Le avventure di Alice nel Paese delle Meraviglie. Il Coniglio Bianco le appare in sogno e la porta in un paese delle meraviglie sessuali. Da qui la storia segue vagamente la trama originale del libro di Carroll e comprende molti dei suoi personaggi, ma con chiare licenze erotiche, fino al lieto fine.

## Produzione
Il film è stato prodotto da Bill Osco, che già in precedenza aveva prodotto film pornografici poi divenuti dei cult, tra cui Mona, il suo sequel Harlot e la commedia Flesh Gordon.

## Colonna sonora
Le musiche e le canzoni sono dello stesso sceneggiatore Bucky Searles.

## Distribuzione

### Cinema
Il film è stato il primo musical che ha ricevuto dalla censura statunitense un X-rating.. Nel 1977 la 20th Century Fox ne ha acquisito i diritti di distribuzione per un softcore R-rating eliminando i tre minuti di scene di sesso esplicite. In questo modo, uscito nelle sale tradizionali, ha incassato oltre 90 milioni di dollari a livello globale.
In Italia è stato distribuito nelle sale il 18 agosto 1978 dalla Fida International Film.

### Edizioni home video
Entrambe le versioni del film sono state pubblicate in VHS. Nel dicembre 2007 la versione hardcore integrale è stata restaurata e distribuita in DVD.

## Opere derivate
- Nel 2007 è stato messo in scena un musical Off-Broadway a New York basato sulla colonna sonora del film. Lo spettacolo è stato intitolato Alice in Wonderland.